# Jannik Paeth
Jannik Paeth (* 4. Mai 1990 in Flensburg) ist ein deutscher Schauspieler.
Paeth wirkte in zahlreichen Fernsehproduktionen wie Doppelter Einsatz, Die Rettungsflieger und Großstadtrevier mit. Sein älterer Bruder Julian ist  ebenfalls Schauspieler.

## Filmografie

### Fernsehen
- 1997: Feuerengel
- 1999: Cops 2000
- 1999: Doppelter Einsatz
- 2000: Aufgepasst Gefahr
- 2000: Pia schwimmt oben
- 2001: Ein Haufen Kohle
- 2002: Aufgepasst Gefahr
- 2003: Die Rettungsflieger
- 2003: Großstadtrevier
- 2004: Rettungsflieger
- 2004: Seltsam Herr Schmidt
- 2005: Ich Narr des Glücks
- 2007: Notruf Hafenkante (Fernsehserie, Folge Boje unter Verdacht )
- 2008: Sommer (2008)
- 2008: Notruf Hafenkante (Fernsehserie, Folge Hart an der Kante)
- 2009: Der Landarzt